# Château de Barbezieux
Le château de Barbezieux se trouve à Barbezieux-Saint-Hilaire (Charente) et date de 1480.
Témoignage par son aspect massif et martial d'un riche passé, mais aussi des évolutions de l'histoire architecturale, et des réaménagements successifs fait par les autorités l'ayant possédé, le château de Barbezieux est le principal monument de la ville, dont il est le point central. Si le bâtiment actuel n'est que le vestige d'un vaste complexe, il n'en reste pas moins le signe matériel de l'importance qu'eut la seigneurie de Barbezieux au gré du temps, devenue l'une des plus puissantes de la région, mais aussi dans des mains qui ont contribué à l'écriture de l'histoire de France. De la puissante forteresse militaire en passant par le grand logis fortifié, pour finir comme pôle touristique local, c'est une histoire riche que livre ce grand monument, et ce, à des échelles multiples.

## Historique
Un château a existé à l'emplacement du château actuel dès le XIe siècle, sous forme classique des mottes castrales de la fin de l'époque carolingienne et du début du Moyen Âge central, puis au XIIe siècle rebâti en pierre ; il fut un des plus importants de la région et fut la base de la puissance des premiers seigneurs de Barbezieux, dont la dynastie féodale se maintiendra jusqu'à la guerre de Cent Ans, rivalisant avec les familles saintongeaises voire des comtes d'Angoulême eux-mêmes sur toile de fond bien évidemment de la rivalité entre Capétiens et Plantagenêts pour le contrôle de l'Aquitaine. Le château, à la tête d'une châtellenie puissante et reconnue dans tout le royaume de France, était donc au cœur de ces rivalités ; mais de la première construction, de multiples fois mise à l'épreuve lors des guerres du Moyen Âge, il ne reste aujourd'hui plus aucune trace, de même que la puissante famille féodale des Barbezieux disparut avec lui, léguant le domaine à une branche parente par mariage, la Maison de La Rochefoucauld, qui, au sortir de la guerre de Cent Ans, hérita d'un domaine meurtri, en proie à la disette et moralement éprouvé.
Le château actuel fut construit sur ordre de Marguerite de La Rochefoucauld, dame de Barbezieux et de Montendre, pour donner du travail lors de cette disette mais également pour relever l'ancienne seigneurie de Barbezieux, ravagée par la guerre de Cent Ans qui se termina en 1453 dans la région, et dont le premier château en fut grande victime. Reconstruit selon les préceptes de l'art gothique flamboyant, la nouvelle forteresse allia parfaitement l'idée d'un château fort avec des systèmes de défense représentatifs de la fin du Moyen Âge, mais aussi cette idée de résidence seigneuriale luxueuse annonçant les nouvelles donnes immobilières aristocratiques de la Renaissance, avec la présence de jardins (à l'emplacement de l'actuel square du 14 juillet) et de fenêtres à meneaux percées dans les murs épais. Perpétuant l'ancienne tradition du premier château, le domaine de la seigneurie se releva des affres de la guerre de Cent Ans, et sous l'époque des La Rochefoucauld, il représentait la puissance économique et financière de Barbezieux, ce qui donc, au gré de l'histoire, en fit une perle pour quiconque allait en avoir possession.
Il passa de main en main et devint la propriété de Richelieu, puis fut acheté par François Michel Le Tellier, marquis de Louvois et fut érigé en marquisat en 1678, par Louis XIV.
Entre 1649 et 1653, le Royaume est secoué par les remous de la Fronde. Le château est brièvement investi par les troupes de Louis II de Bourbon-Condé, le château ayant semble-t-il été préservé des actes royaux de Louis XIII prévoyant le démantèlement systématique des fortifications intérieures du Royaume, sous-entendu, celles des châteaux de la noblesse (prises à la suite des campagnes menées dans le Sud-Ouest contre les grandes places fortes protestantes, à l'image de Montguyon, Montauban, Saint-Jean-d'Angély, La Rochelle, et d'autres châtellenies alentour où çà et là des fortifications existaient encore après les guerres de Religion).
Le château est donc brièvement assiégé par les troupes royales qui en chassent les Frondeurs, mais le château ne ressort pas détruit de l'affrontement. Précisons aussi que la ville de Barbezieux, au XVIe siècle, ne possédait déjà plus de murailles urbaines défensives externes, mais seulement des douves[réf. nécessaire]. Il en résulta que la ville n'avait plus comme lieux de défense que l'actuelle église Saint-Mathias (ruinée lors des guerres de religion) et son château, qui malgré ses possibilités résidentielles, conservait encore dans la première moitié du XVIIe siècle l'intégralité de son système de défense, potentiellement conséquent. Condé, fin stratège militaire, sut saisir tout le potentiel de ce lieu, et si l'artillerie avait déjà depuis plus d'un siècle démontré ses effets dévastateurs contre les vieilles fortifications médiévales, ces dernières pouvaient encore tenir en échec des troupes bien armées, voire surprendre par leur résistance. Ce fut la dernière fois que le château de Barbezieux fut militairement mis à contribution dans son histoire.
À la suite des épisodes de la Fronde et sa possession par la famille des Le Tellier, sires de Louvois, le château revint en 1718 aux La Rochefoucauld. Mais dès le XVIIe siècle, le château ne vit que très peu, puis jamais, ses détenteurs y loger, condamnant ainsi le donjon-corps de logis à se détériorer et à tomber en ruine au cours du XVIIIe siècle.
Le siècle des Lumières ne vit plus aucun seigneur résider en ses murs, et les personnalités locales préférant imiter le style parisien des hôtels particuliers qui fleurissent dans la ville (centre-ville qui d'ailleurs se reconstruit totalement entre le XVIIIe et XIXe siècles, dans le style architectural de l'époque, et que nous pouvons admirer aujourd'hui) et parfois aux abords même de la grande forteresse à l'abandon. Notons ainsi la construction de la sénéchaussée locale, actuel hôtel de ville. Le château lui n'était plus que le symbole de la domination (lointaine) seigneuriale des La Rochefoucauld, et traversa le siècle relativement délaissé.
Il est vendu à la Révolution. Le châtelet sud-est (porte Chavaroche) servit de prison jusqu'en 1820, mais au début du XIXe siècle, l'ensemble garda son aspect de forteresse médiévale imposante. Mais c'est au cours de ce même siècle que va s'amorcer une nouvelle phase de l'histoire du château : le temps des démolitions et ultimes sauvegardes, qui vont lui donner l'aspect que nous connaissons aujourd'hui.

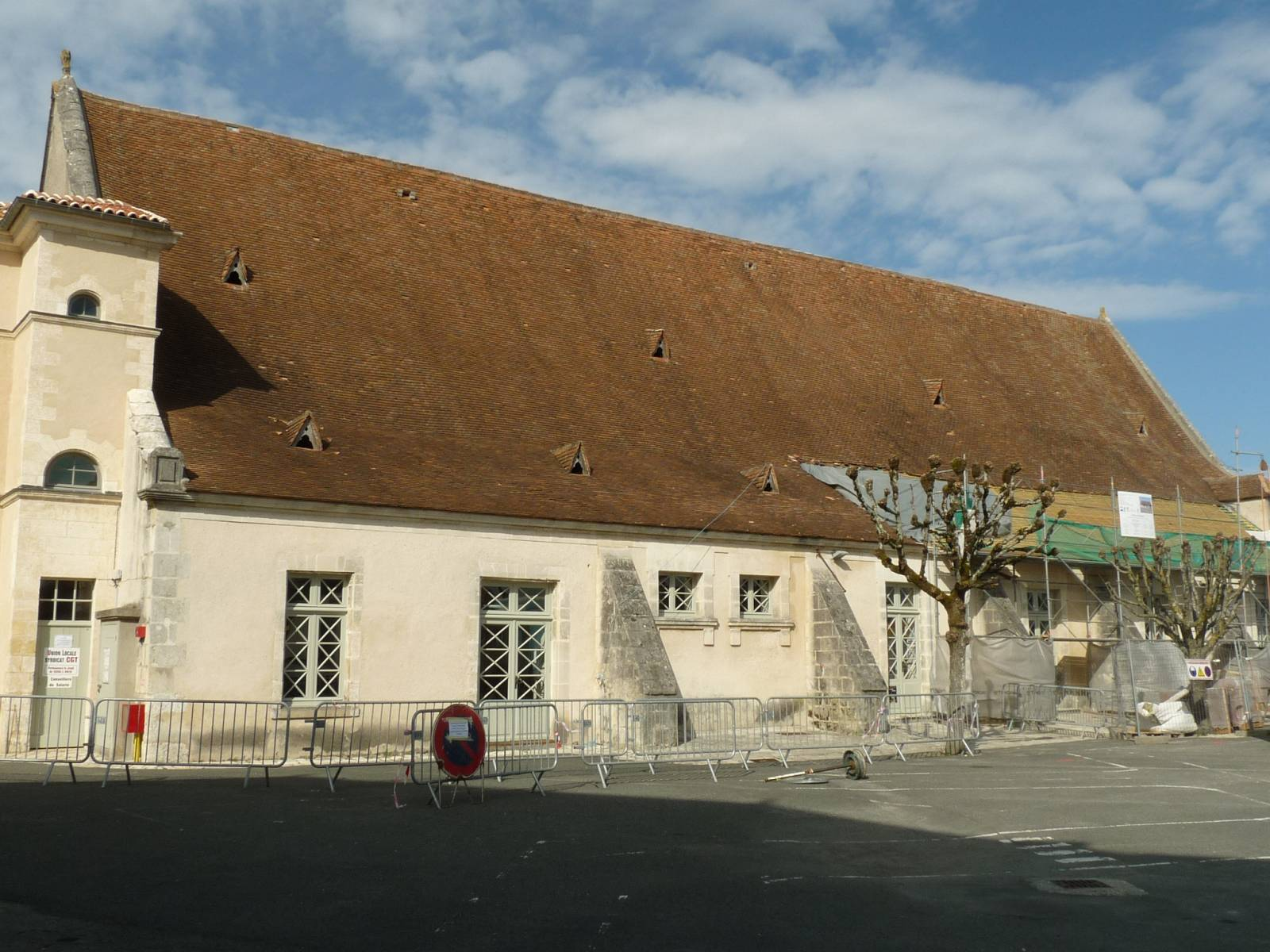
Le théâtre, façade sud.

En 1829, afin d'éviter la destruction totale du château, la ville de Barbezieux entama des pourparlers avec la famille Levraud, propriétaire alors, et le lui acheta en 1845. Après une série de travaux effectués en vue de remettre en valeur les parties encore en état, principalement situées au niveau de la porte nord et des écuries, l'ancien corps de logis ou donjon à quatre tours, en ruine depuis le XVIIIe siècle fut détruit dans le courant de ces premières années de la Seconde Restauration, de même que l'ancienne grande salle des recettes, et en 1836, la porte Chavaroche, et la chapelle castrale Saint-Ymas à son sommet, accès secondaire oriental du château, furent abattues. De l'ancienne forteresse qui fut jadis un symbole de souveraineté féodale sur cette région stratégique à mi-chemin de la Saintonge et de l'Angoumois, il ne resta que la porte nord et ses deux tours, entièrement remises en état en vue d'y abriter un hôpital. Quant au reste de l'espace occupé par la défunte forteresse, la ville entreprit une série de réhabilitations urbaines qui ont fait disparaître les anciens jardins de Marguerite de La Rochefoucauld afin d'y ériger une rampe d'accès à la toute nouvelle place de la ville également desservie par une seconde rampe dite des Mobiles du côté de l'ancien accès depuis la ville. Cette grande place fut agencée sur les anciennes cours internes du château, mise à niveau et vit les anciennes ruines castrales arasées, englouties, et l'ancien accès depuis la porte nord condamné du fait de son remplacement par ces nouveaux axes de circulation : les rampes.
Recouvrant donc l'intégralité de l'espace jadis occupé par le gros œuvre du château, entièrement remanié à la fin du XIXe siècle et intégré à la circulation urbaine, le château y perdit les 4/5es de son ancienne emprise. Ultérieurement, un second bâtiment fut bâti à l'emplacement de l'ancien jeu de paume d'abord destiné à accueillir la mairie puis relégué à des fonctions diverses par la suite.
Un théâtre à l'italienne a été construit sur l'ancienne grange. Un hospice et un pensionnat de filles indigentes y furent également installés. L'hôpital y resta jusqu'en 1908, et le théâtre a été réaménagé en 1900.
Un nouveau bâtiment fut construit vers 1922.
Pendant l'occupation allemande, le château fut utilisé comme point d'observation par l'occupant.
Le château est aujourd'hui en partie propriété de la Communauté de communes des 4B - Sud-Charente et en partie propriété d'une personne privée[réf. nécessaire].
Le château de Barbezieux fait l'objet d’un classement au titre des monuments historiques depuis le 30 décembre 1913 et une inscription le 8 avril 2004.
Depuis 2013, le château est en cours de réhabilitation sous l'égide de la Communauté de communes des 4B - Sud-Charente, en vue de rénover et moderniser le théâtre à l'italienne (l'ensemble des travaux a été labellisé « pôle d'excellence rurale » en 2012 et bénéficie du soutien de l'État, de la Région et du Département), et plus largement de redonner au château un aspect médiéval en restaurant le mur d'enceinte en condamnant les meneaux du XIXe siècle, en réhabilitant le chemin de ronde le long des toits du théâtre et en reprenant ce qui reste l'élément le plus ancien du château encore existant : une tourelle du XIIe siècle à l'extrémité Est du château actuel, dotée d'une terrasse à son sommet et d'un accès qui permettra aux visiteurs de parcourir le chemin de ronde et d'y bénéficier d'un point de vue imprenable sur les paysages barbeziliens.

## Architecture
Ce château se présente comme une imposante forteresse, principalement depuis la route d'Archiac.
Aujourd'hui, les principales parties en élévation se constituent de la courtine nord avec le chemin de ronde couvert, terminé à l'est par une tour demi-cylindrique, ainsi que l'ancienne grange, construite le long de la courtine, et sont la portion restante de l'enceinte intérieure.
Les deux hautes tours rondes sont recouvertes d'un toit unique et chacune complétée par de petites structures que l'on pourrait apparenter à des "oreilles", avec à leurs sommets une petite flèche d'inspiration gothique. En réalité, ces petites excroissances sont les marques d'escaliers permettant de rejoindre depuis l'intérieur des tours le chemin de ronde couvert du porche. Pour l'anecdote, de ces petites oreilles, une seule date du XVe siècle (celle sur la droite si l'on se place sur la route depuis Archiac) l'autre n'étant qu'un ajout du XIXe siècle destiné à égaliser, uniformiser et harmoniser le grand porche, déjà depuis longtemps séparé des murs d'enceinte en ruines. Le porche est donc constitué d'un toit unique, qui couvre aussi le passage central formant ainsi un pavillon et une couverture supplémentaire des défenses comportant créneaux et mâchicoulis remaniés et restaurés au XIXe siècle, mais reprenant les mêmes aspects que les originaux. Dans les parties basses du porche, on trouve l'ancienne porte d'accès, qui malheureusement n'est plus aujourd'hui que la simple représentation de sa fonction de passage, puisqu'elle débouche sur une cave à l'emplacement du chemin d'accès à l'ancienne cour, comblée depuis les années 1840. Au premier étage se trouve une série de trois pièces, dont celle centrale abrite l'office de tourisme et se distingue par un décor de style néo-gothique par une fenêtre à vitrail et porte d'accès à la médiévale.
On remarque, sur le porche, comme sur la tourelle nord, des ouvertures pour canonnières, datant du XVIe siècle, permettant de couvrir les parties basses du château, dans les douves comme sur le chemin d'accès principal, bien que ce type de système d'arme à feu ne soit pas des plus aptes à défendre de manière tangible le château si ce dernier eût été exposé à un véritable siège d'époque moderne; à caractère résidentiel, mais aussi défensif, cette forteresse n'en était pas moins obsolète militairement parlant, au moment de sa construction et dès les 20 années qui l'ont suivie, les progrès de la poliorcétique et surtout des techniques et de la maîtrise des armes à feu, notamment du canon, ont rendu les défenses médiévales totalement inadéquates pour freiner et arrêter un ennemi; les murs hauts et non protégés par glacis étaient des cibles idéales pour les boulets d'artillerie, ce qui força les ingénieurs militaires à opter pour de nouveaux systèmes de défense, combinant l'aspect défensif et offensif de la forteresse d'autrefois, mais offrant, par ses murs bas et épais, une protection efficace contre les boulets : un mur bas, massif, biscornu et à demi-enterré dans un dédale de fosses, demi-lunes, casemates, protégé par ses remblais est capable d'absorber l'impact du tir, là où fait défaut l'ancienne muraille. Les vieux châteaux étaient devenus obsolètes, ce que les grands seigneurs et chefs militaires avaient compris. Tout au mieux ne pouvaient-ils seulement les optimiser, soit en les adaptant aux nouvelles exigences, comme le montre le cas du château de Saumur où le principe du bastillon fut incorporé, ou le château des ducs de Bretagne qui devint une place forte des plus efficaces; soit délaisser le principe de la résidence fortifiée au profit de défenses aux frontières et de résidences palatiales internes, chose que les rois de France mirent en place dès François Ier et que la noblesse s'empressa d'imiter à l'instar des transformations qu'un certain nombre de grandes forteresses subirent entre le XVIe et XVIIIe siècles, comme par exemple le palais du Louvre voire le château de La Rochefoucauld.
Un grand bâtiment rectangulaire a été très transformé. Cette construction n'est autre que l'ancienne grange du château, qui abritait également les écuries seigneuriales et rangement des possibles voitures et carrosses présents. Comme vu dans le paragraphe précédent, l'ensemble construit au XVIe siècle a subi maints modifications et aménagements entre sa construction et aujourd'hui. Si entre le XIXe siècle et 2013, il abrita un théâtre à l'italienne et accessoirement un petit café, les travaux de réhabilitation ont permis de dégager la structure interne du bâtiment avec sa charpente magistrale et système de poutres de soutènement datant de l'époque de construction.
En 2015, les travaux achevés, un nouveau théâtre moderne et couloirs spéciaux permettront à la fois de lier aspect divertissant et aspect mémoriel puisque les charpentes seront rendues accessibles au public de même que l'ancien chemin de ronde sur lequel le théâtre repose, entièrement remis en état et accessible par l'élément d'architecture militaire le plus ancien : la petite tourelle orientale.
Cette tour est la dernière encore en élévation, et abrite deux salles sur deux étages débouchant sur des canonnières. Le sommet, lui, a été arasé au XIXe siècle et mis au même niveau que le chemin de ronde nord. Longtemps aux prises avec une invasion végétale (l'herbe et même des arbustes avaient colonisé le sommet de la tour et amorcé un fissurage des voûtes de la salle inférieure), cette dernière en fut totalement libérée et dotée d'une terrasse d'observation et d'un accès direct au chemin de ronde, prolongé entre 2013 et 2015 par l'érection d'une rampe d'accès depuis le sol et dont l'ensemble constituera l'accès aux parties hautes, le tout dans une harmonie architecturale se voulant d'époque.
En 2016, l'ensemble des travaux sur les parties en élévations est achevé. En 2019, la place de Verdun est en cours de réaménagement complet.
Le château se visite quelques heures par semaine, le mardi et le mercredi.

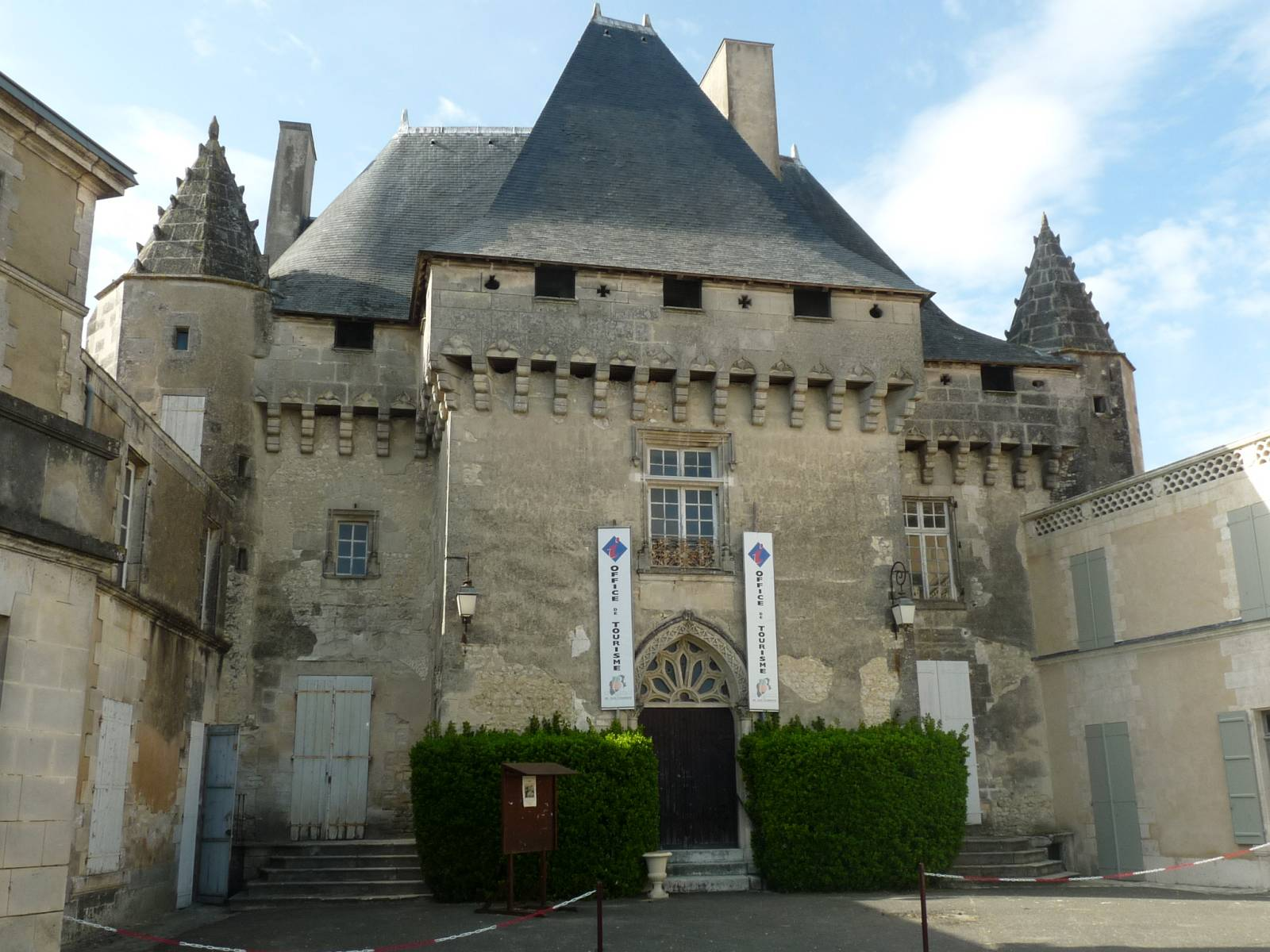
Façade orientale abritant l'office du tourisme.
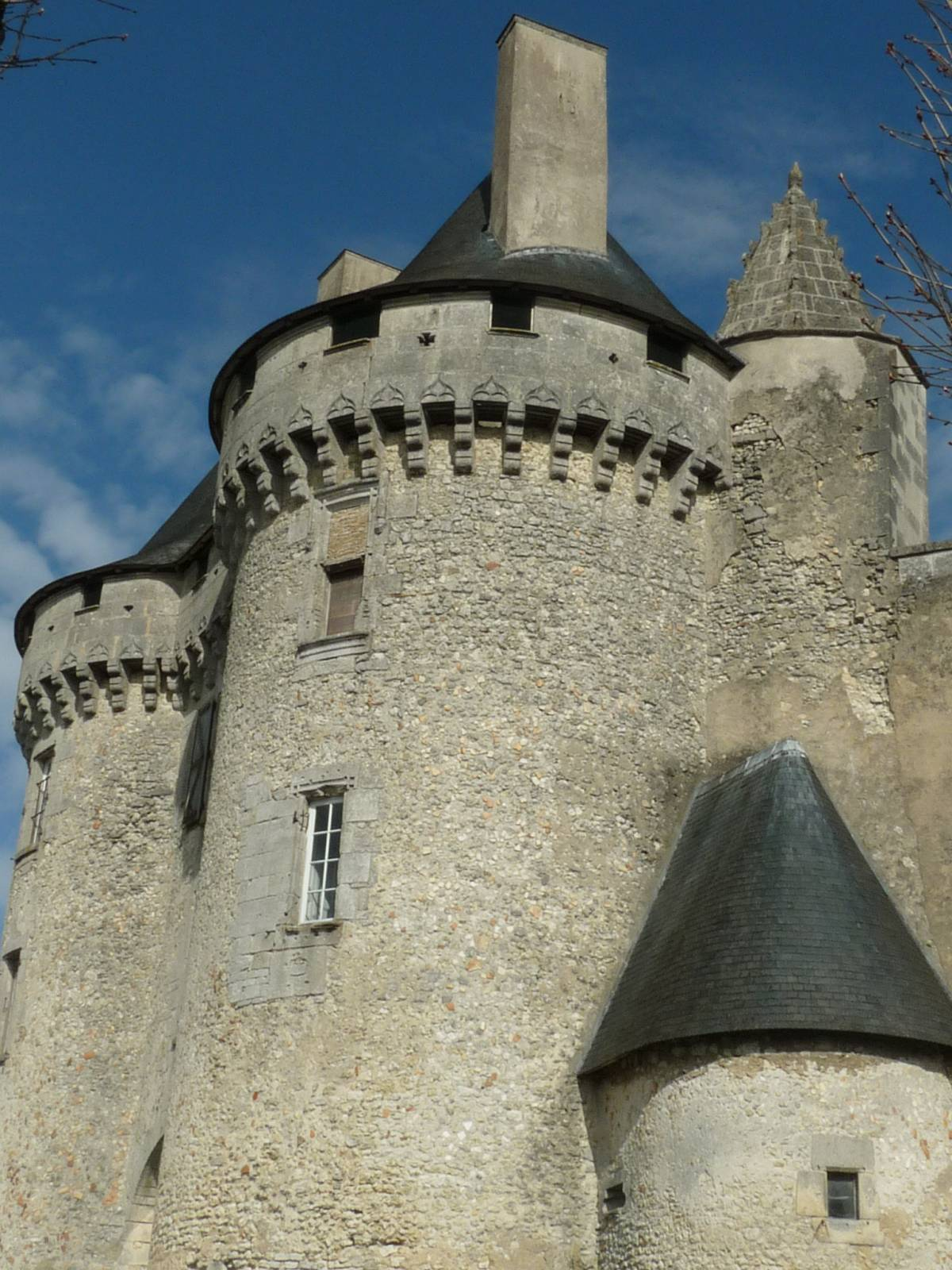
Les tours.